# 財華社集團
財華社集團有限公司（英語：Finet Group Limited) 是一家於香港聯合交易所有限公司創業板上市的公司，股票代號為 8317-HK （页面存档备份，存于） ，以跨平台財經媒體作為主要業務。

## 業務範圍
- 財華網上資訊產品主要透過集團旗下網站財華網及其他網絡媒體提供金融資訊。
- 現代電視為財華社集團2011年創立的財經網路電視台，粵/普雙語播出，節目主要為報價、新聞、評論以及專題類節目。

## 連結
- Finet.hk （页面存档备份，存于）
- FinTV.hk （页面存档备份，存于）
- 財華證券 （页面存档备份，存于）
- 投資者關係 （页面存档备份，存于）
- 財華智庫 （页面存档备份，存于）